# Creepin'
«Creepin'» es una canción del productor discográfico estadounidense Metro Boomin, el cantante canadiense The Weeknd y el rapero de Atlanta, 21 Savage. Fue enviada a la radio rítmica contemporánea y de éxito contemporáneo a través de Republic Records y Boominati Worldwide como el sencillo principal del segundo álbum de estudio de Metro, Heroes & Villains, el 13 de diciembre de 2022. Interpola de forma prominente «I Don't Wanna Know» (2004) de Mario Winans con Enya y P. Diddy, que a su vez se basa en una muestra de «Ready or Not» de The Fugees, que samplea el riff de sintetizador de la canción «Boadicea» de Enya. La canción también incluye voces de fondo de Winans a partir del sample, así como de Travis Scott, colaborador habitual de los tres artistas. Un remix de la canción junto con también Diddy también fue lanzado como sencillo el 17 de marzo de 2023 (en el cual se acredita a 21 Savage como artista invitado).

## Antecedentes y lanzamiento
The Weeknd y Mario Winans habían colaborado anteriormente en la canción que da título al cuarto álbum de estudio del primero, After Hours (2020), que Winans coescribió y coprodujo. The Weeknd dio un saludo a Winans en Instagram después del lanzamiento de «Creepin'» y Winans también felicitó a Metro por el lanzamiento de su álbum matriz, Heroes & Villains. Tras su lanzamiento, la canción demostró instantáneamente ser la canción de mayor éxito comercial del álbum.

## Video musical
El 17 de marzo de 2023 se publicó a través del canal de Vevo de Metro Boomin un video musical para la versión "Remix" con Diddy de «Creepin'», el cual esta protagonizado por la actriz y cantante Coco Jones.

## Recepción de la crítica
Brady Brickner-Wood, de Pitchfork, señaló que la canción es un buen ejemplo de la capacidad de Metro para pensar con originalidad «sin sacrificar la base de lo que hace que su música sea tan atractiva en primer lugar». Jason Lipshutz, de Billboard, calificó la canción como una de las más destacadas del álbum, ya que Metro hace «algunos ejercicios de género» y recrea «alegremente» «I Don't Wanna Know».